# 宇宙旅行
宇宙旅行（うちゅうりょこう、英語: space tourism）は、国家の政策や、国際機関を含めた公的組織による科学的研究を目的とした宇宙開発と対比して、観光や非日常的な体験といった専ら個人的な興味関心のために宇宙空間へ赴く行為で、「宇宙飛行士の気分を味わえる旅行」である。
2021年時点で数十億円という高額な費用の負担を求められるが、公的な宇宙開発機関に選抜されていない個人でも、短期間であれば宇宙やそれに近い成層圏上部に到達することが可能となっている。

## 概説
SF小説では、1865年にジュール・ヴェルヌによってDe la Terre a la Lune（「地球から月へ」という意味の題名。日本語訳『月世界旅行』）が書かれ多くの読者を得た。現在に至るまで、宇宙旅行はSF映画や漫画を含めて、様々なフィクション作品のテーマになっている。
現実の行動として、出資者や目的に関わらず“人類が宇宙を旅する”　という広義の宇宙飛行まで含めるならば、1961年4月12日にソビエト連邦のユーリイ・ガガーリン少佐がボストーク1号に乗り地球を1周する108分の旅が、初の有人宇宙飛行である。彼は「地球は青かった」という言葉を残した。これはあくまで国家政策によって行われた宇宙開発の一環である。その後にソ連およびアメリカ合衆国の宇宙開発によって行われた一連の有人宇宙飛行も同様であり、本記事が指す「宇宙旅行」とはいささか意味が異なっている。
個人的な関心によって行われた初の費用自己負担の宇宙旅行は後述するように、2001年にアメリカの大富豪がロシア連邦の宇宙船「ソユーズ」の定期便に乗せてもらう形で実現した。
2010年代になると、アメリカを中心とする多くの民間企業が、宇宙飛行士に必要な長期訓練を不要・短縮し、海外旅行に近い感覚で宇宙空間に滞在し帰還できることを目指し、技術開発が活発化している。また民間企業の新規参入により技術革新が促進され、NASAなどの公的機関も新型宇宙船の早期実現など恩恵を受けることとなった。

## 民間初の宇宙飛行者
1990年12月2日にソビエト連邦のソユーズTM-11に搭乗、宇宙ステーションミールに9日間滞在したTBSの秋山豊寛は、長期間にわたる訓練の後、世界で初めて宇宙空間に到達したジャーナリストであり、日本人初の宇宙飛行を体験した人物であるが、費用はTBSが出し、「報道」というミッションを課せられた「宇宙特派員」として派遣された。また研究機関などから依頼された科学実験も行ったことから単なる旅行者とは異なる。
予定では、日本人初の宇宙飛行として宇宙開発事業団に所属する毛利衛が秋山より先に宇宙へと旅立つ事となっていた。しかし、1986年1月28日のチャレンジャー号爆発事故の影響で毛利のフライトが延期され、結果として日本人初の宇宙飛行は民間人である秋山となった。秋山は報道以外にも睡眠実験などの科学実験に参加し、1990年12月1日に国家審査委員会から宇宙飛行士の承認を受けている。一方で彼は民間企業のスポンサーによって宇宙飛行を果たした人間の1人であることは間違いなく、その意味で彼は日本人初の宇宙飛行士にして民間初の宇宙飛行者である。なお旧ソ連の宇宙飛行士の資格は、ロシア連邦となった現在でも有効である。イベントではあるが、2021年にISSを訪れた前澤友作はUber Eatsと共同で宇宙飛行士用の食料を配達するという「ミッション」やオールナイトニッポンへの出演を行っている。また同行した平野陽三も撮影係を担当している。
宇宙旅行用の宇宙船を操縦するために民間企業に雇用された宇宙飛行士の扱いについては不明である。2021年現在はロシアの正式な宇宙飛行士が操縦を担当している。

## 「宇宙旅行」第1号

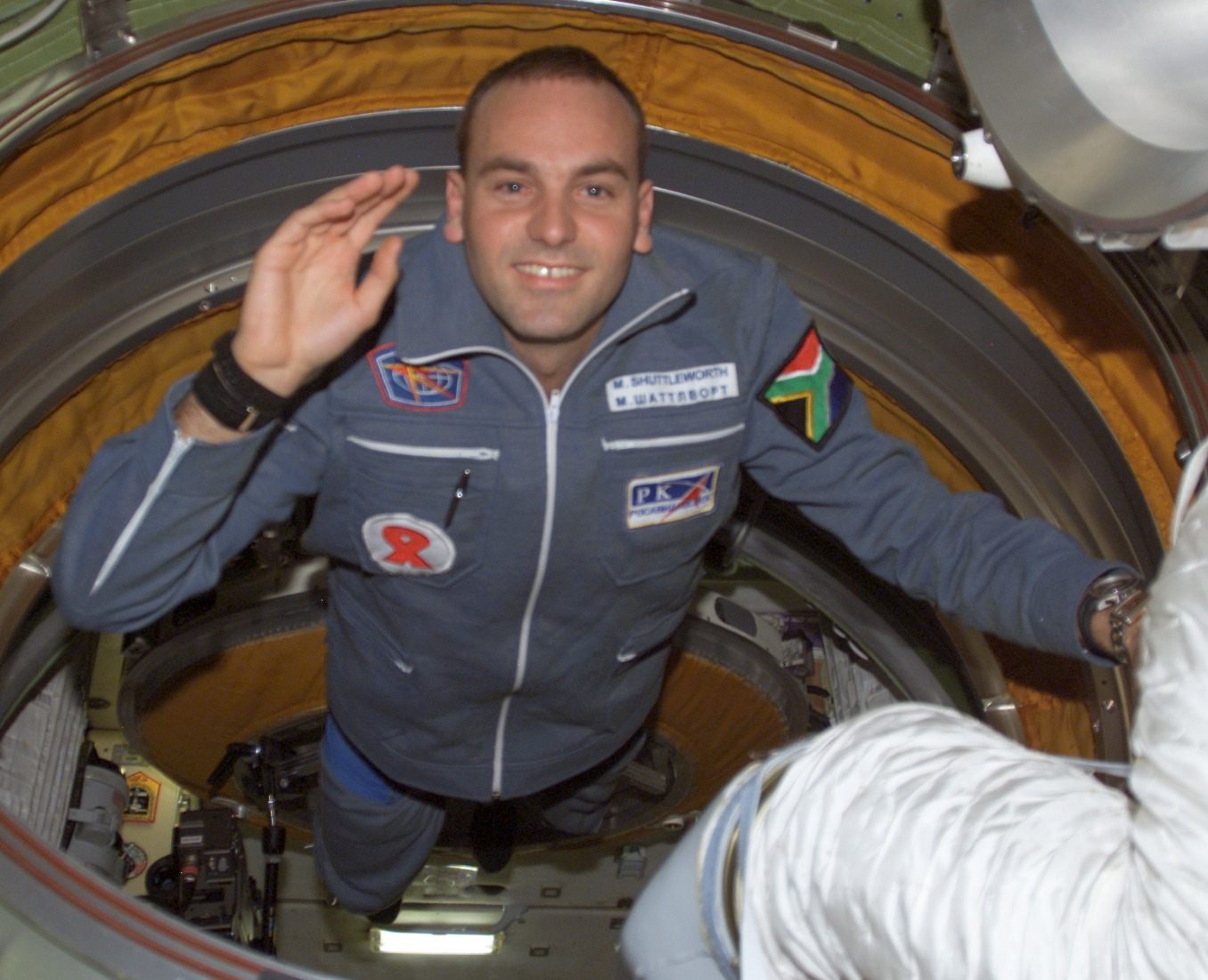
ISSに搭乗する宇宙旅行者マーク・シャトルワース

「民間人が必要経費の全額を自己負担する」という条件で宇宙旅行に旅立った世界初の例は、スペースアドベンチャーズ社がロシア宇宙局と契約を仲介することで実現した、アメリカの大富豪デニス・チトーによるものである。彼は国際宇宙ステーション (ISS) に人員と物資を補給するソユーズの定期便でバイコヌール宇宙基地から旅立ち、2001年4月28日から5月6日までISSに滞在した。それに続き、2002年には南アフリカ共和国の実業家マーク・シャトルワースが宇宙旅行を実現している。
コロンビア号の事故からも分かるように、2000年代においても宇宙開発には危険が伴ううえ、最低数十億円（宇宙飛行士の訓練費、ロケットの打ち上げ費用など）の負担を要するため、民間人も気軽に宇宙旅行ができるとは言い難く、2度の宇宙旅行を経験したチャールズ・シモニーを例とすれば、「1度目（2007年）は2,500万ドル（約25億円）、2度目（2009年）は3,500万ドル（約35億円）かかった」旨を語っている。
当時ロシアは国家経済の事情で民間企業にソユーズの座席を売ることで打ち上げ資金を確保していた状況にあった。宇宙旅行に消極的なアメリカ航空宇宙局（NASA）も、宇宙開発への資金が制限されていた中でコロンビア号の事故以来、ISSの維持に必要な物資の輸送をソユーズに頼っていたことから、間接的に宇宙旅行ビジネスの恩恵を受けていた。またNASAは以降も座席の販売には消極的であったことから、アメリカでは純粋なビジネス目的の宇宙ベンチャー企業が主導したことで宇宙旅行ビジネスが活発化した。

## 宇宙旅行者一覧
| 回 | 人 | 人物名                       | 打ち上げ日     | 備考                             | ミッション          | 宇宙船                       |
| -- | -- | ---------------------------- | -------------- | -------------------------------- | ------------------- | ---------------------------- |
| 1  | 1  | デニス・チトー               | 2001年4月28日  | 初の宇宙旅行者                   | TM-32 / TM-31       | ソユーズ                     |
| 2  | 2  | / マーク・シャトルワース     | 2002年4月25日  |                                  | TM-34 / TM-33       | ソユーズ                     |
| 3  | 3  | グレゴリー・オルセン         | 2005年10月1日  |                                  | TMA-7 / TMA-6       | ソユーズ                     |
| 4  | 4  | アニューシャ・アンサリ       | 2006年9月18日  | 初の女性旅行者                   | TMA-9 / TMA-8       | ソユーズ                     |
| 5  | 5  | チャールズ・シモニー         | 2007年4月7日   |                                  | TMA-10 / TMA-9      | ソユーズ                     |
| 6  | 6  | リチャード・ギャリオット     | 2008年10月14日 |                                  | TMA-13 / TMA-12     | ソユーズ                     |
| 7  | ７ | チャールズ・シモニー         | 2009年3月26日  | 2回目の宇宙旅行                  | TMA-14 / TMA-13     | ソユーズ                     |
| 8  | 7  | ギー・ラリベルテ             | 2009年9月30日  |                                  | TMA-16 / TMA-15     | ソユーズ                     |
| 9  | 8  | クリム・シペンコ             | 2021年10月5日  | ISSでの映画撮影が目的            | MS-19 / MS-18       | ソユーズ                     |
| 9  | 9  | ユリア・ペレシルド           | 2021年10月5日  | ISSでの映画撮影が目的            | MS-19 / MS-18       | ソユーズ                     |
| 10 | 10 | ジャレッド・アイザックマン   | 2021年9月16日  | 民間人のみによる初の軌道宇宙飛行 | インスピレーション4 | クルードラゴン・レジリエンス |
| 10 | 11 | シアン・プロクター           | 2021年9月16日  | 民間人のみによる初の軌道宇宙飛行 | インスピレーション4 | クルードラゴン・レジリエンス |
| 10 | 12 | ヘイリー・アルセノー         | 2021年9月16日  | 民間人のみによる初の軌道宇宙飛行 | インスピレーション4 | クルードラゴン・レジリエンス |
| 10 | 13 | クリストファー・センブロスキ | 2021年9月16日  | 民間人のみによる初の軌道宇宙飛行 | インスピレーション4 | クルードラゴン・レジリエンス |
| 11 | 14 | 前澤友作                     | 2021年12月8日  |                                  | MS-20               | ソユーズ                     |
| 11 | 15 | 平野陽三                     | 2021年12月8日  |                                  | MS-20               | ソユーズ                     |
| 12 | 16 | アイタン・スティッブ         | 2022年4月8日   |                                  | Axiom-1             | クルードラゴン・エンデバー   |
| 12 | 17 | ラリー・コナー               | 2022年4月8日   |                                  | Axiom-1             | クルードラゴン・エンデバー   |
| 12 | 18 | マーク・ペシー               | 2022年4月8日   |                                  | Axiom-1             | クルードラゴン・エンデバー   |

※ 周回軌道に到達した者のみ。その他、2022年よりヴァージン・ギャラクティックのリチャード・ブランソンやブルーオリジンのジェフ・ベゾスなど二桁以上の人々が弾道飛行（サブオービタル飛行）で数十分の宇宙旅行を行っている。

## 民間宇宙船の開発状況

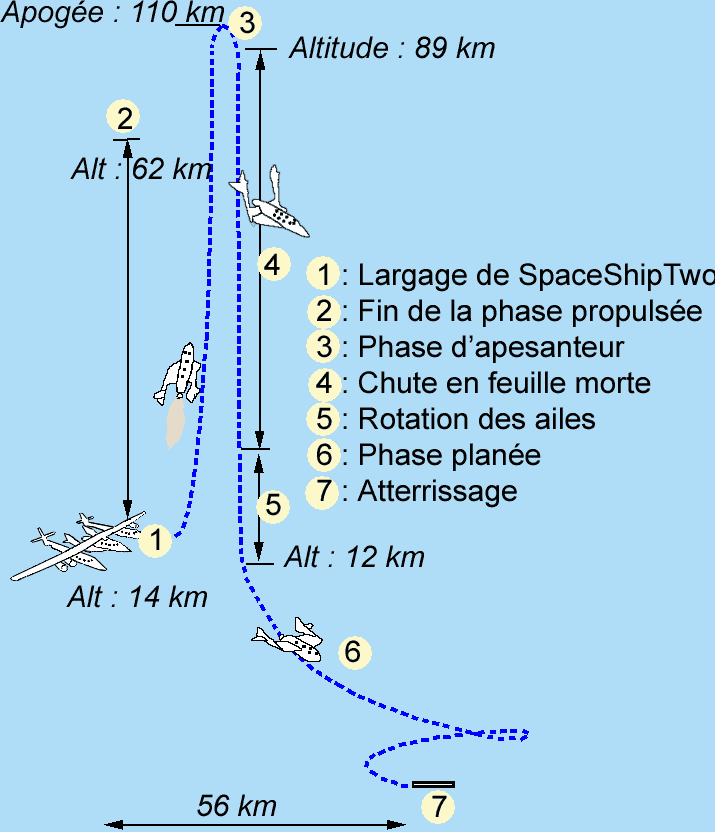
ヴァージン・ギャラクティックが計画している宇宙旅行プラン。弾道飛行による数分間の「宇宙」を提供する

1990年代、米国の旅行会社「ゼグラム社 (ZEGRAHM)」は、ジェット機の背に搭載されたロケットプレーンを高度16kmで切り離し、そこからはロケットエンジンで高度100kmまで上昇し、地球を見ながら弾道飛行による2分半の無重力状態を体験できるという宇宙旅行を企画した。1998年、ペプシコーラを日本で販売するサントリーは、「2001 SPACE TOURS PEPSI」と銘打ち、懸賞でこのゼグラム社のロケットプレーンの搭乗券をプレゼントするという世界初のキャンペーンを行った。当初は2001年に実現予定であったが、ロケットプレーンの開発及び認可取得が遅れ、2003年にはゼグラム社が資金繰りの悪化から宇宙船の開発に着手できない状態に陥った。キャンペーンは無期限延期とされ、懸賞当選者の権利はスペース・アドベンチャーズ社に引き継がれた。
1996年に、民間による宇宙船開発に対する賞金制度であるX-prizeが発足した（2004年、Ansari X Prizeに名称変更）。 3人以上の乗員（乗員1名と、2名の乗員に相当する重量のバラストでも可）を高度100km以上の弾道軌道に打ち上げ、さらに、2週間以内に所定の再使用率を達成し、同じ機体で再度打ち上げを達成した非政府団体に賞金1000万ドルが送られるというものである。地球一周旅行をはじめ、多くの長距離旅行の壁は資本家による賞金制度をきっかけに実現されてきたが、X-prizeは資金面のみならず、法律面でも発射試験までには煩雑な点が多く、脱落者が続出した。その中でスケールド・コンポジッツ社の有人宇宙船「スペースシップワン」は2004年6月に高度100キロの試験飛行、続けて2004年9月~10月に2度の本飛行を実施。賞金を獲得した。
ヴァージングループに設立された宇宙旅行会社「ヴァージン・ギャラクティック」はスペースシップワンからの技術供与を受け、宇宙旅行ビジネスを開始することを発表。当初は2012年からのサービス開始を目指し、2005年にはクラブツーリズムが日本代理店となり販売も開始。最初の宇宙旅行者として100人が世界中から選ばれるなどした。しかし、その後計画は大幅に遅延し、乗客を乗せての初飛行は実に2021年のこととなった。またこの間にブルーオリジン社もサブオービタル飛行による宇宙旅行に参入、同じく2021年に乗客を乗せて飛行している。
2010年、NASAの商業軌道輸送サービスの元ドラゴン宇宙船を開発していたスペースX社は、次いでISSへの有人飛行を担う商業乗員輸送開発にも選定された。計画はたびたび遅延しながらも、2020年5月ついにクルードラゴン宇宙船による民間初となるISSへの有人宇宙飛行が実現した。2021年には、世界初の民間人だけの低軌道有人宇宙飛行ミッションとなるインスピレーション4も実施されている。
宇宙旅行関連企業として、ISS滞在の仲介を計画するアクシオム・スペース社などがある。
高高度気球により低コストで成層圏から地球を見下ろす「宇宙遊覧」にも多くの民間企業が参入している。
2021年、宇宙へ行った国の宇宙飛行士は18人に対し、民間の宇宙旅行者は22人となり、旅行者が上回った。

## 批判
公共の利益となる科学実験を伴わず、観光目的でロケットを打ち上げることには環境負荷の観点から批判があり、環境保護活動に熱心なイギリスのウィリアム王子は、大富豪が宇宙旅行のために資金をつぎ込んでいることを批判し、その資金を地球環境のために使うべきだと主張している。
2023年現在では、宇宙旅行へ行けるのは世界長者番付上位の大富豪のみという現状や、ジェフ・ベゾスなど税逃れが指摘されている資産家が宇宙へ行っていることもあり、経済格差の観点からも批判がある。秋山豊寛は多額の費用が必要な現状を踏まえ、単なる旅行であれば格差社会の象徴として見られると指摘している。
「宇宙旅行」ではあるが現状では無重力状態、地球周回、宇宙ステーションへの訪問を短期間体験するだけであり、機動戦士ガンダムの監督である富野由悠季は「地球を2周したら飽きるだろう」という考えに基づき宇宙開発を否定する趣旨の作品を作っている。
宇宙旅行会社では宇宙船のペイロードの余裕を使い研究機関の科学機材や、ISSに滞在する宇宙飛行士の食料を搭載するなどしている。

## SFに描かれた宇宙旅行
初めて宇宙旅行を描いたSF小説は1865年のジュール・ヴェルヌによる『月世界旅行』である。この作品とハーバート・ジョージ・ウェルズの『月世界最初の人間』（1901年）から着想され、1902年に発表されたジョルジュ・メリエスによる映画も有名である。ヴェルヌの小説の原題は『地球から月へ（De la Terre a la Lune）』、メリエスの映画の原題は『月世界旅行（Le Voyage dans la Lune）』だが、日本では双方とも『月世界旅行』となっている。また、ヴェルヌの小説には、後編にあたる『月世界探検』（原題『月めぐり（Autour de la Lune）』（1869年）がある。ヴェルヌは270mの巨大な大砲を用いて宇宙空間に到達する方法を比較的に科学的説得力のある内容で描いており、赤道付近に発射場を設置することなど、一世紀以上先に実現されることになる宇宙開発の基礎をいくつかの点で言い当てている。
アーサー・C・クラーク原作の映画『2001年宇宙の旅』でも、地球から月に向かう宇宙旅行が描かれている。ロケットプレーン（パン・アメリカン航空のオリオン号）で地球軌道上の宇宙ステーションにランデブーした後、月着陸船に乗換え、月に向かうというものだが、宇宙での機内食、客室添乗員の履くグリップシューズ、宇宙トイレなど、綿密な科学考証のもと、宇宙旅行の様子が詳細に描かれている。
一方、宇宙旅行をより簡便な物にする手段として、静止衛星と地上とをケーブルで結ぶ軌道エレベータが考案され、クラークの『楽園の泉』はじめ多くのSF作品で採り上げられた。現在は実現に向けた動きも見られる様になっている。